# La Cumbre, Tlapacoya
La Cumbre är en ort i Mexiko.   Den ligger i kommunen Tlapacoya och delstaten Puebla, i den sydöstra delen av landet, 150 km nordost om huvudstaden Mexico City. La Cumbre ligger 1 229 meter över havet och antalet invånare är 517.
Terrängen runt La Cumbre är huvudsakligen kuperad, men österut är den bergig. Runt La Cumbre är det ganska tätbefolkat, med 160 invånare per kvadratkilometer. Närmaste större samhälle är Olintla, 17,8 km öster om La Cumbre. Omgivningarna runt La Cumbre är en mosaik av jordbruksmark och naturlig växtlighet.